# 秦宗權
秦宗權（9世纪—889年4月1日），蔡州上蔡县（今屬河南省駐馬店市）人，唐朝末藩鎮軍閥，蔡州節度使，後被汴梁節度使朱溫擒獲，斬殺。

## 生平
早年在許州（今河南省許昌）擔任衙將。廣明元年（880年），趁軍亂佔據蔡州。同年黃巢攻占长安，唐僖宗奔蜀，宗權以蔡州軍從監軍楊復光征討黃巢之變。
后黄巢兵败退出长安，攻蔡州，秦宗權兵敗，投降黃巢，仍稱「蔡州節度使」，与黄巢合兵進攻陳州（今河南省淮陽），刺史趙犨堅守，久不能下。宣武军节度使朱全忠、忠武军节度使周岌、感化军节度使时溥等率军來救陈州，亦不能取勝，雙方僵持日久，朱温復求救於河东节度使李克用，中和四年（884年），李克用率沙陀和漢人五萬士卒赴援，遂解陳州之圍。
中和四年（884年）六月十七，黃巢在泰山狼虎谷（今山东省萊蕪西南）兵敗而死。秦宗權乃據蔡州稱帝，四處劫掠。曾与他合作的忠武军节度使鹿晏弘也被他攻杀。其殘暴甚於黃巢，行軍時用車載著食鹽醃漬的人屍，充作軍糧，四處擄掠百姓小民，任意烹殺煮食。僖宗下诏要他反正，甚至加他为使相、封他为王，但他没有回应。
唐昭宗登基后，任命时溥为蔡州四面行营兵马都统讨伐秦宗权，但时溥等并没有实际行动。昭宗于是改任朱全忠为都统。
光啟三年（887年），秦宗權全力進攻汴州（今河南省开封市），朱全忠夺取义成军，又与天平军节度使朱宣、泰宁军节度使朱瑾结盟，合四鎮兵力，屢敗秦宗權，孙儒等闻讯也弃孟、洛、许、汝、怀、郑、陕、虢等州而逃，其勢稍衰。秦宗权派弟秦宗衡等夺取淮南，即将败亡之际，召回秦宗衡，决胜指挥使孙儒不愿回军，杀秦宗衡，夺其军权。朱全忠列二十八寨围攻蔡州，后因粮食短缺又见秦宗权已衰落不足为忧，转而攻打其他军阀，秦宗权趁机夺取许州生擒留后王蕴。
龍紀元年（889年），秦宗權為部將郭璠逮捕，送給朱溫，同年送往長安，斬於獨柳下。京兆尹孙揆监斩，秦宗权大呼：“尚书觉得宗权是造反的人吗？只是我的忠心没能表露出来。”看的人都笑了。其妻赵氏也被斩首，一作被笞杀。
孙儒败亡后，余部由马殷建立五代十国之一的楚国。秦宗权族弟秦彦晖之前随秦宗衡出征，后亦追随马殷为楚国将领。

## 年號
柏楊《中國歷史年表》記載885年秦宗權於蔡州稱帝並建元「龍紀」，使用至888年，但正史並無記載秦宗權建元之事。

## 延伸阅读
[在维基数据编辑]
 《舊唐書/卷200下》，出自刘昫《舊唐書》
 《新唐書·卷225下》，出自《新唐書》